# Punt dal Gall
Punt dal Gall ist eine Staumauer im Schweizer Kanton Graubünden respektive in der italienischen Provinz Sondrio. Sie ist 130 Meter hoch und staut den Spöl und den Ova dal Gall aus dem italienischen Livignotal. Das Bauwerk wurde 1968 fertiggestellt.

## Lage
Die Staumauer befindet im äußersten Norden Italiens an der Grenze zur Schweiz auf dem Gebiet der Gemeinden Livigno sowie Zernez. Sie stellt damit das Nordende des Stausees Lago di Livigno in den Livigno-Alpen dar. Der Name des Bauwerks bezieht sich auf die dort früher bestehenden Brücke über den Gall-Bach, rätoromanisch Punt dal Gall. Die Landesgrenze zwischen Italien und der Schweiz verläuft durch die Staumauer.
Die Staumauer ist von der Schweizer Seite über den einspurigen und mautpflichtigen Munt-la-Schera-Tunnel zu erreichen. Von der italienischen Seite führt eine Straße am westlichen Ende des Lago di Livigno entlang zur Mauer.
Auf dem Bauwerk befindet sich die Mautstation der Engadiner Kraftwerke für den Munt-la-Schera-Tunnel. Der italienische Zoll befindet sich am Westende der Mauer.

## Geschichte
Im Staatsvertrag vom 27. Mai 1957 beschlossen die Schweiz und Italien, das Wasser des Spöl und der Ova dal Gall, das in einem Stausee gesammelt werden sollte, mit einem neuen Wasserkraftwerk zu nutzen. Für den Bau der Staumauer auf der Landesgrenze wurde die enge Stelle des Tals ausgewählt, wo die Brücke Punt dal Gall stand. Deshalb erhielt der zwischen 1965 und 1968 gebaute, 130 Meter hohe Staudamm die offizielle Bezeichnung Staumauer Punt dal Gall.
Im bilateralen Abkommen räumte die schweizerische Regierung der italienischen Regierung das Recht ein, jährlich 90 Millionen Kubikmeter Wasser aus dem natürlichen Lauf der Spöl zu entnehmen, um es auf der italienischen Seite der Alpen in den Lago di Cancano am Passo di Fraele zu leiten. Im Gegenzug gewährte die italienische Regierung den Bau des Livigno-Stausees, der die Täler von Livigno und Acqua del Gallo auf italienischem Gebiet überflutete.
Die Arbeiten zum Bau des Staudamms Punt dal Gall wurden von den Engadiner Kraftwerken an die italienisch-schweizerische R.T.I. Torno-Zschokke vergeben. Die Bauarbeiten begannen im Juni 1962 mit dem Bau von Umleitungskanälen. Nach Fertigstellung dieser konnte mit der Schalung begonnen werden, die sich aufgrund der tiefen Lage des kompakten Gesteins besonders langwierig gestaltete. Aus diesem Grund wurden die Fundamente im Kern des Bogens gut 34,10 m tief gegründet und zusätzlich ein undurchlässiger Schirm bis zu einer Tiefe von 150 m verlegt. Insgesamt wurden beim Bau der Mauer 285.000 Kubikmeter Erde ausgehoben.
Der Damm wurde am 18. Oktober 1968 fertiggestellt. Im August 1971 war der Stausee vollständig geflutet.
Im Herbst 2016 gelangte bei der Sanierung der Kraftwerkstaumauer das Korrosionsschutzmittel PCB in den Spöl. Über eine umfassende Sanierung der Spöl wurde lange gestritten, zumal die Umweltschäden unter anderem an der Belastung eines toten Uhus nachgewiesen werden konnte. Bei diesem wurde eine tausendfach höhere PCB-Belastung festgestellt, als es bei einem Menschen normal ist. 2024 einigte man sich auf die Art und Weise der Reinigung des Spöl. Die Reinigung soll nun 2026, zehn Jahre nach der Verunreinigung beginnen.

## Anlage

Anlageschema

Der Staudamm ist vom Typ einer doppelt gekrümmten Bogenstaumauer. Dieser Bauwerkstyp ist in Schweiz sehr verbreitet ist, so unter anderem auch bei der Staumauer am Lago di Lei. In Italien ist der Typ weniger verbreitet.
Die Anlage staut die Spöl sowie die Ova dal Gall zum Luwinersee (italienisch: Lago del Gallo oder Lago di Livigno). Das Einzugsgebiet beträgt damit rund 295 Quadratkilometer.
Das gestaute Wasser wird durch einen Stollen zum Kraftwerk bei Ova Spin in der Spölschlucht geleitet. Das Kraftwerk befindet sich nahe an der Ofenpassstrasse in der Spölschlucht oberhalb von Zernez. 
Aufgrund der unmittelbaren Nähe zum Schweizerischen Nationalpark wird sichergestellt, dass ein dynamischer Charakter eines Wildbaches erhalten bleibt. Hierzu werden regelmäßig künstliche Hochwasser mit dem Grundablass erzeugt.
Die Anlage ist in das Stausystem des Lai dad Ova Spin integriert. Es kann sowohl Wasser aus dem Lago di Livigno turbinieren und dabei Strom erzeugen, als auch Wasser, welches aus dem Inn in den Spölsee geleitet wird, in den Lago di Livigno pumpen. Das Wasser wird dann erst bei Bedarf genutzt, um Strom zu erzeugen. 
Der See und das Wasserkraftwerk sind Anlagen der Engadiner Kraftwerke. Führungen durch die Staumauer sind auf Anfrage für Gruppen möglich.